# Emballonurini
Emballonurini – plemię ssaków z podrodziny upiorów (Emballonurinae) w obrębie rodziny upiorowatych (Emballonuridae).

## Rozmieszczenie geograficzne
Plemię obejmuje gatunki występujące w Afryce i  południowo-wschodniej Azji.

## Podział systematyczny
Do plemienia należą następujące występujące współcześnie rodzaje:
- Emballonura Temminck, 1838 – upiór
- Paremballonura S.M. Goodman, Puechmaille, Friedli-Weyeneth, Gerlach, Ruedi, Schoeman, Stanley & E. Teeling, 2012
- Coleura W.C.H. Peters, 1867 – pochewnik
- Mosia J.E. Gray, 1843 – papuaśnik – jedynym przedstawicielem jest Mosia nigrescens J.E. Gray, 1843 – papuaśnik czarnawy

Opisano również rodzaj wymarły:
- Afrillonura Rosina & Pickford, 2022 – jedynym przedstawicielem był Afrillonura namibensis Rosina & Pickford, 2022